# Pilcomayo (fiume)
Il fiume Pilcomayo (in lingua spagnola Río Pilcomayo), chiamato anche fiume Aguaray ("acqua di volpe" in lingua guaranì), è un fiume situato nelle regioni centrali del Sud America, ed è il più lungo affluente di destra del fiume Paraguay. Il suo bacino idrografico si estende su una superficie di circa 270.000 km².
Il Pilcomayo sorge ai piedi della cordigliera delle Ande, tra il Dipartimento di Potosí e il Dipartimento di Oruro in Bolivia, ad est del Lago Poopó. Scorre in direzione sud-est per una lunghezza di circa 2.426 km attraverso il Dipartimento di Chuquisaca e Tarija sempre in Bolivia, la provincia argentina di Formosa e segna il confine tra il Chaco Boreal e il Chaco Central. Costituisce il confine tra Argentina e Paraguay prima di gettarsi nel fiume Paraguay presso la città di Clorinda.
Nel suo bacino idrografico vivono circa 1,5 milioni di persone: un milione in Bolivia, 300.000 in Argentina e 200.000 in Paraguay.